# Muhammed Badamosi
Muhammed Badamosi (ur. 27 grudnia 1998 w Bundung) – gambijski piłkarz grający na pozycji napastnika. Od 2020 jest zawodnikiem klubu KV Kortrijk.

## Kariera piłkarska
Swoją piłkarską karierę Badamosi rozpoczął w klubie Real Bandżul. W sezonie 2015/2016 zadebiutował w jego barwach w gambijskiej First Division. Grał w nim przez rok i w 2016 przeszedł do senegalskiego Olympique de Ngor i przez rok występował w nim w drugiej lidze senegalskiej. Z kolei w latach 2017-2020 występował w marokańskim FUS Rabat.
W październiku 2020 Badamosi został zawodnikiem belgijskiego KV Kortrijk, do którego trafił za kwotę 300 tysięcy euro. Swój debiut w nim zaliczył 2 listopada 2020 w zremisowanym 1:1 wyjazdowym SV Zulte Waregem.
| Sezon   | Klub              | Kraj    | Rozgrywki       | Mecze | Gole |
| ------- | ----------------- | ------- | --------------- | ----- | ---- |
| 2015/16 | Real Bandżul      | Gambia  | First Division  | 10    | 2    |
| 2016/17 | Olympique de Ngor | Senegal | 2. liga         | 13    | 7    |
| 2017/18 | FUS Rabat         | Maroko  | GNF 1           | 22    | 1    |
| 2018/19 | FUS Rabat         | Maroko  | GNF 1           | 13    | 1    |
| 2019/20 | FUS Rabat         | Maroko  | GNF 1           | 26    | 5    |
| 2020/21 | KV Kortrijk       | Belgia  | Eerste klasse A | 10    | 0    |

## Kariera reprezentacyjna
W reprezentacji Gambii Badamosi zadebiutował 16 października 2018 w przegranym 0:1 meczu kwalifikacji do Pucharu Narodów Afryki 2019 z Togo, rozegranym w Bakau. W 2022 roku został powołany do kadry na Puchar Narodów Afryki 2021. Rozegrał na nim trzy mecze: grupowe z Mali (1:1) i z Tunezją (1:0) oraz ćwierćfinałowy z Kamerunem (0:2).